# Central Zoo
Le Central Zoo est un jardin zoologique se trouvant à Jawalakhel (en) dans un faubourg sud de la ville de Katmandou, au Népal (district de Lalitpur. Il couvre une superficie de 6 hectares.
En 1932, le Premier ministre Juddha Sumsher JB Rana crée le Central Zoo en tant que zoo privé. C'est alors le seul jardin zoologique au Népal. Plus tard - après la chute de la dynastie des ministres Ranas - , en 1956, le gouvernement royal du Népal décide de l'ouvrir au public. Le zoo est resté sous la direction de divers ministères du gouvernement pendant plusieurs années mais en décembre 1995, il est confié à une organisation non-gouvernementale appelée National Trust for Nature Conservation (en) (NTNC).
En avril 2011 Chaitra 2067 dans le calendrier hindou), le zoo abrite plus de 700 animaux de 108 espèces différentes. Parmi ces espèces, 34 sont des mammifères, 51 sont des oiseaux, 9 sont des reptiles et 14 poissons. La panthère nébuleuse, le chacal, le chaus, l'ours noir d'Asie et le mouton bleu de l'Himalaya font partie des résidents du parc. En 1993, un Lynx boréal de deux mois capturé dans l'aire de conservation de l'Annapurna (district de Mustang) est placé dans le zoo de Katmandou en août 1993 où il restera jusqu'à sa mort en juin 2000. Naturalisé, il s'agit du seul individu de Lynx boréal népalais détenu par un parc zoologique.